# 海向寺

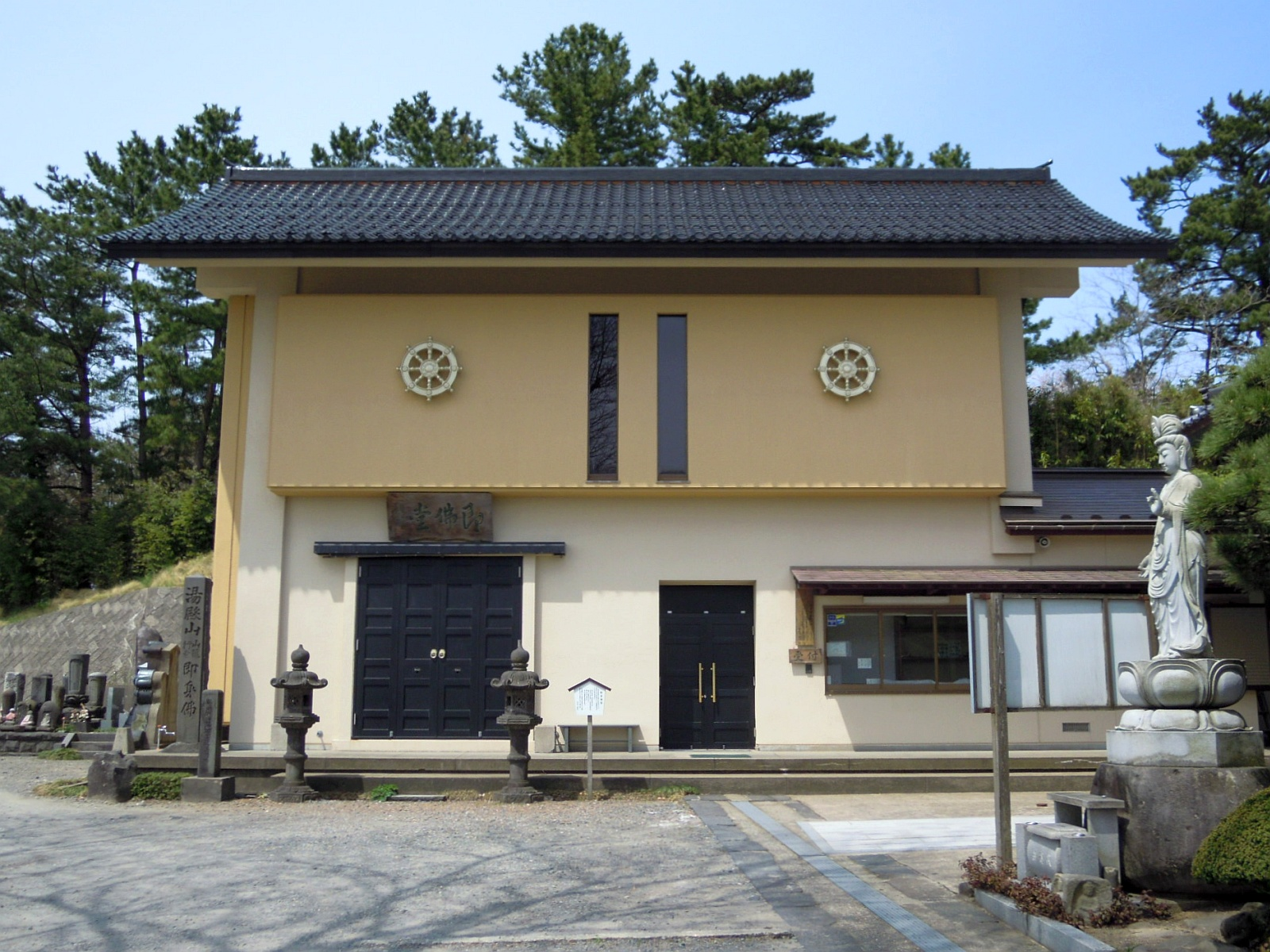
海向寺の即身佛堂

海向寺（かいこうじ）は、山形県酒田市日吉町2-7-12にある真言宗智山派の寺院。
東北地方に16体、山形県内に8体、庄内地方に6体あるうちの忠海上人、円明海上人の即身仏（ミイラ仏）が2体あることで有名。

## 歴史
約1200年前、弘法大師（空海）により開かれたと伝えられる。
真然上人が本尊胎蔵界大日如来（湯殿山権現）を勧請し、忠海上人、鉄門海上人が再建し、現在に至る。